# Romantikken i den danske litteratur
Romantikken var en europæisk kulturstrømning inden for filosofi, litteratur, billedkunst og musik fra ca. 1800 til ca. 1870. Den varede indtil realismen og naturalismen. Den forudgående periode var oplysningstiden (ca. 1700-1800).
Strømningen opstod som en reaktion mod oplysningstiden og dens dyrkelse af fornuften. Romantikerne tog afstand fra hverdagslivets snusfornuftige og perspektivløse virkelighed.
Romantikken i den danske litteratur indeholdt mange træk, som var typiske for denne europæiske kulturstrømning. Den romantiske litteratur havde temaer som dyrkelse af skønhed, følelse, fantasi og intuition ("anelse"), fremhævelse af naturen og kunsten, samt forherligelse af nationen og nationens fortid. Filosofisk set var den præget af idealisme.

## Højromantikken (ca. 1800 – ca. 1830)

### De to verdener
I den romantiske litteratur i Danmark er det en gennemgående forestilling, at der findes to verdener. Den ene er den materielle eller fysiske verden, der opfattes med de fysiske sanser. Den anden er en usynlig åndelig eller guddommelig verden.
Romantikerne betragter ikke de to verdener som ligeværdige. Den materielle verden er et lidt trist sted, præget af snusfornuft. Romantikerne føler sig ikke hjemme i denne verden, og de betragter den som et fængsel. De er dog bundet til at leve i den i kraft af, at de har en fysisk krop. Men i bund og grund er de fremmede i den. De ser den materielle verden som en uegentlig eller lavere verden.
Den lavere, materielle verden fremstilles undertiden som et smertefuldt sted, som mennesket er fængslet i. Det lider af ”verdenssmerte” (på tysk: ”weltschmerz”) - lider under at befinde sig på dette fremmede sted, og det hentæres af længsel efter dets himmelske hjem. Et sådant verdenssyn ses i Schack Staffeldts digt Platonisme (1802)).
Den åndelige verden er derimod det sted, som mennesket egentlig hører hjemme i. Her hersker skønhed og harmoni, og er alt ideelt. Det er den verden, som mennesket bevidst eller ubevidst længes efter. Romantikerne betragter derfor den åndelige, guddommelige verden som den egentlige eller højere verden.
Denne åndelige verden er den primære verden, mens den materielle verden er den sekundære verden. Den egentlige virkelighed er ånd, ikke materie. Materien er blevet til ud fra ånden. Heri ligger romantikkens idealisme: at den egentlige virkelighed er af åndelig art.
Den åndelige verden ikke er synlig for menneskets fornuft, siger de romantiske filosoffer og forfattere. Fornuften bliver ikke regnet for at være den højeste måde at få erkendelse på. Det mente man i rationalismen, som er den periode, der gik forud for romantikken.
I stedet peger romantikerne på anelsen og følelsen som de vigtigste erkendelsesmidler. I tilværelsen findes der fænomener, som mennesket ikke kan fatte, og som kun kan ”anes”. Det kan for eksempel være den skønhed, der findes i naturen, eller den salighedsfølelse, der findes i forelskelsen. ”Anelse” kan oversættes med ”intuition”. Gennem intuitiv indføling i naturen kan man i den lavere verden ane den højere verden med dens uendelige skønhed.
Det romantiske syn på forholdet mellem de to verdener kan illustreres ved figur 1. De to verdener er adskilt ved en stiplet linje. Herved illustreres det, at der ikke er en absolut grænse mellem dem. Det er i korte øjeblikke muligt at trænge fra den lavere verden op til den højere verden med al dens skønhed - for eksempel i oplevelsen af stor kunst. Længslen og anelsen findes hos mennesket i den lavere verden, og det retter sig mod den højere verden (illustreret ved pilen). Det, at mennesket har en længsel og en anelse, er tegn på, at det egentlig hører til i den højere verden.
I Schack Staffeldts digt Platonisme (1802) ses dette syn på de to verdener:
”Da vor æt fra ånders trængsel
stødtes ned i sansers fængsel,
mindet af vort fødeland
fulgte med til trællens stand,
men det blev på gravens rand
snart til anelse og længsel.”
Den romantiske længsel efter den højere verden kan imidlertid ikke blive tilfredsstillet fuldt ud. Efter at have haft en ophøjet skønhedsoplevelse bliver mennesket kastet tilbage til det triste jordiske liv, der er præget af arbejde og bekymringer. Den romantiske stræben efter den højere verden vil i det lange løb mislykkes, så længe mennesket med sin fysiske krop er fængslet til den materielle verden.
Den romantiske kunstner, der har set ”et billede af det evige”, vil gribes af en længsel efter at gense dette billede. Da længslen efter at blive genforenet med den højere verden ikke kan tilfredsstilles endegyldigt, vil vedkommende opleve en smerte ved at leve i den begrænsede fysiske verden:
”Dog de falske syners skare
hilder os i grusom snare;
trylleriet svinder hen,
og vi finder os igen
stødte ned fra himmelen,
hvor i drøm på ny vi vare.”
(fra Schack Staffeldts digt Platonisme (1802))

### Idealismen
Der findes to forskellige betydninger af ”idealisme”:
Inden for filosofien er idealisme den opfattelse, at det åndelige er primært i forhold til det fysiske. Den fysiske verden betragtes som en verden, der er afledt af eller skabt af noget åndeligt. I denne forstand er romantikken idealistisk.
I daglig tale betyder ”idealisme”, at man handler ud fra idealer, at man stræber efter noget ”ideelt.” Man betragter verden ud fra, hvordan den bør være, og ikke ud fra, hvordan den faktisk er. Også i denne forstand er romantikken idealistisk. Den ser idealerne og det ideelle som en afglans af den højere verden.

### Organismetanken
Ifølge den filosofiske idealisme er alt udsprunget af ånd eller bevidsthed. De tyske romantiske filosoffer Schelling og Hegel forestiller sig en ”verdensånd” (ofte identificeret med Gud), der har skabt alt, og som gennemtrænger alt, også den fysiske verden. I kraft af denne ånd udgør hele verden – også mennesket − en sammenhængende organisme, ligesom en organisme i dyrenes verden. Alle verdens fænomener er organisk forbundet med hinanden. Det romantiske menneske føler sig som en del af denne omfattende organisme.
Det er den romantiske organismetanke: Alting indgår i en sammenhængende harmonisk organisme, der viser sig i naturen, kunsten og historien. Organismetanken er tanken om alle tings enhed.
I Danmark er organismetanken dominerende i årene fra 1800 til 1807. Den ses for eksempel hos digteren Adam Oehlenschläger. I hans digt "Simon Peder" (fra digtcyklussen Jesu Kristi gentagne liv i den årlige natur (1805) udtrykkes tanken således: ”At for sig er alting intet, men i alt er alting alt.” Det vil sige: Isoleret set er hver enkeltting meningsløs, men set som et led i den store sammenhæng er den meningsfuld. Organismetanken kaldes også universalromantik, fordi den angår hele verdensaltet.

### Naturen
Verdensånden viser sig først og fremmest i naturen. Romantikerne sværmer for naturen, fordi de tror, at den er gennemtrængt af den guddommelige ånd. Naturen er besjælet − fuld af hemmeligheder.
”En stor, en hellig ånd usynlig vanker
i al naturens vidtudstrakte egne”
og vækker anelser om livets glæde.”
(fra Oehlenschlägers digt Maria (fra Sanct Hansaften-spil))
I naturen ses verdensåndens skabende virksomhed. Her hersker orden og balance, og her er det oprindelige og det ægte.
Verdensånden bølger gennem naturen fra den rene åndelige fuldkommenhed ned i den fysiske ufuldkommenhed og tilbage igen. Her er forklaringen på de skabelsesprocesser, der sker om foråret og de nedbrydningsprocesser, der sker om efteråret. Alt sammen er udtryk for verdensåndens virksomhed. Meget karakteristisk kalder den danske fysiker H.C. Ørsted en af sine bøger Aanden i Naturen (1850).
Dyrkelsen af naturen ses tydeligt hos Oehlenschläger. I hans digt Guldhornene (1803) taler han om dem, der har en særlig evne til at "ane" det guddommelige i naturen:
”som ane det høje
i naturens øje,
som tilbedende bæve
for guddommens stråler,
i sole, i violer
i det mindste, i det største.”
Et andet udtryk for romantikkens natursyn findes i Oehlenschlägers digt Hymne (fra Sanct Hansaften-spil (1803)). Her bliver naturen skildret som et sted, hvor den højere, guddommelige verden viser sig i al sin skønhed og kærlighed. Også kærligheden mellem to unge mennesker ses som udtryk for guddommelige kræfter i naturen:
”Tryllende harmoni!
i midnatsdunkle jord.
Salige sympati!
Hellige poesi!
uden ord.
Sammensmeltning af lund og sø
og stjerner og omslynget yngling og mø.
Favn mod favn
tolker hele naturen kærligheds navn.”

### Kunsten
I romantikken betragter man den geniale kunstner som en privilegeret person - en af ”de sjældne få” (som Oehlenschläger udtrykker det). Kunstnerens fantasi, oplevelser og erfaringer ligger ud over, hvad almindelige mennesker kan præstere.
I kraft af sin fantasi er kunstneren i kontakt med den højere, åndelige verden og er i stand til at manifestere noget af den i sit kunstværk. Kunstnerens inspiration kommer ”ovenfra”, fra den højere verden. Derved formidler han noget af den skønhed, der findes i den højere verden.
”Derfor mildt os skæbnen lærte
skabe selv, hvad vi begærte:
Fantasien af sit skød
frydfantomer stige bød,
som i fængslets nat og mørke
trylle det bønhørte hjerte.”
(fra Schack Staffeldt digt Platonisme)
Det er netop et kendetegn ved den romantiske kunst, at den er smuk. Der er ingen kras realisme, ingen ækelhed i udtrykket. Selv når den romantiske kunst er virkelighedsnær, beskriver den virkeligheden på en poetisk, forskønnende måde. Det er præcis det, der menes, når man siger, at noget er ”romantisk” eller ”romantiserende”.

### Nationalromantikken
Verdensånden viser sig ikke kun i naturen. Den viser sig også i historien. De begivenheder, der sker i verden − rigers opstigning og fald − følger de love, der gælder for naturens organismer..
Det samme gælder for de enkelte nationer. Ligesom en organisme i naturen udvikler sig på en ordnet, harmonisk måde mellem fødsel og død, således udvikler nationerne sig ordnet og harmonisk gennem historien. Den romantiske filosof Henrik Steffens udtrykker tanken således:
”Intet i historien, ingen enkelt tidsalders, ingen enkelt nations individualitet kan forstås fuldkomment, uden ved dens nødvendige forbindelse med hele historien.”
(Henrik Steffens: Indledning til filosofiske forelæsninger)
I denne sammenhæng udvikler der sig en interesse for det nationale og den nationale fortid. En samlet betegnelse for denne tendens er nationalromantik. Man betragter nationen som en folkelig organisme. Den er opbygget af traditioner, der går langt tilbage i historien. Ved at studere sin nationale fortid kan man lære sin nation og sin nationale egenart at kende.
I nationalromantikkens tid blomstrer interessen for nationens sagn, myter, folkeeventyr og folkeviser. Alt sammen er med til at opbygge en national identitet og en nationalfølelse.
Man idealiserer fortiden og betragter den som en storhedstid. Mange forfattere bruger fortiden som et spejl for nutiden for at vise, hvordan nationen ideelt bør være. Oehlenschläger ser nutiden som et fald i forhold til den glorværdige fortid. I hans digt Guldhornene hedder det:
”I, gamle, gamle
hensvundne dage!
da det strålte i Norden,
da himlen var på jorden,
giv et glimt tilbage!”
I Danmark er der en særlig interesse for de nordiske myter og for middelalderen. Et eksempel er Bernhard Severin Ingemanns historiske romaner. De beskriver de danske kongers heltegerninger. Samtidig udtrykker de idealer, som nationalromantikken hylder: fædrelandskærlighed, mod og pligtfølelse. Den nationalromantiske tendens ses også i de mange fædrelandssange fra den tid. Det er ikke nogen tilfældighed, at nationalsangen Der er et yndigt land er skrevet i denne periode (af Oehlenschläger i 1819):
”Der er et yndigt land,
det står med brede bøge
nær salten østerstrand.
Det bugter sig i bakke, dal,
det hedder gamle Danmark,
og det er Frejas sal."
Fædrelandet hedder ikke simpelthen ”Danmark”, men ”gamle Danmark”. Herved får fædrelandet den vægt, der ligger i dets historie. Freja var den vigtigste frugtbarhedsgudinde i den nordiske mytologi. Så ”Frejas sal” er en metafor for Danmark (specielt Danmarks natur) som et sted for frugtbarhed.
I sidste strofe hedder det:
"Vort gamle Danmark skal bestå,
så længe bøgen spejler
sin top i bølgen blå.”
Fædrelandet bliver forbundet med den natur, der findes i det. Bøgetræet, der nævnes to gange, får i løbet af romantikken status som det danske nationaltræ.

## Biedermeier (ca. 1820 – ca. 1870)
I perioden ca. 1820 – ca. 1870 er den danske litteratur mere eller mindre præget af den gren af romantikken, der hedder Biedermeier. I Biedermeierlitteraturen bliver opmærksomheden i højere grad rettet mod den lavere verden. Det er dog ikke den lavere verden, som den er i sig selv, men derimod er det den lavere verden, som den ser ud i lyset fra den højere verden.
Hvor bevægelsen i den tidlige romantik gik fra den lavere verden op mod den højere verden (figur 1), så går bevægelsen i Biedermeier fra den højere verden ned mod den lavere verden (figur 2). Det skal forstås sådan, at den lavere verden bliver forskønnet og idealiseret – som en afglans af den højere verden. På denne måde bliver den lavere verden ikke længere set som et fængsel, man skal slippe ud af. Den betragtes nu som en smuk, idyllisk og tryg verden.
I Biedermeierlitteraturen dyrkes det hjemlige og det kendte. Hygge, idyl og harmoni præger livet i den kendte verden. Der er skildringer af hjemmelivet, søndagsture, skovture og baller. Overalt søges den skønhed og harmoni, der er en afglans af den højere verden.
Et eksempel på Biedermeierstilen er Peter Fabers julesang Sikken voldsom Trængsel og Alarm fra 1848. Peter Faber skildrer den borgerlige, hyggelige jul i familiens skød. Der er ingen disharmoni. I tredje strofe hedder det:
”Pyntet smukt af en usynlig hånd
står nu træet dér med lys og bånd.
Døren åbnes, og man strømmer ind,
kredsen sluttes med begejstret sind.
Børnene de hoppe rask afsted,
bedstefader han er også med.
Lad os tage del i deres sang,
brødre, vi var også børn engang.”
Et højdepunkt i Biedermeierlitteraturen er B.S. Ingemanns morgen- og aftensange (1837-38). Her skildres den trygge, fortrolige verden. Vi ser genkendelige scener fra hverdagen, skildret på en idealiseret måde:
”Nu kvidrer svalen på kirketag,
Og spurven ved menneskers huse;
de synge: God morgen! De synge: God dag!
de synge: Guds fred! Gud ske lov! og i luften hensuse.”
(fra morgensangen: "Nu vågne alle Guds fugle små")
Ingemanns morgen- og aftensange fremstiller en verden, der er i Guds varetægt. De er udtryk for kristelig biedermeier. Der kan ikke ske menneskebørnene noget virkelig ondt, for deres himmelske far elsker dem og passer på dem:
”Den kære Gud og skaber den mindste orm er nær:
Han føder fugl og markens lilje klæder;
Dog menneskenes børn har han allermest kær:
Gud ånder på øjet, når det græder.”
(fra morgensangen: Nu titte til hinanden de fagre blomster små)

## Romantismen (ca. 1820 – ca. 1850)
Romantismen er en gren af romantikken, der varede fra ca. 1820 til ca. 1850. Det er en retning, hvor følelsen og lidenskaben står i centrum – ligesom i højromantikken. Men i modsætning til højromantikken giver digteren sig ikke hen til sine spontane følelser. Tværtimod har vedkommende et distanceret forhold til dem. Digteren laver en kølig analyse af sine egne lidenskaber.

I Søren Kierkegaards bog Enten - Eller (1843) indgår en roman, Forførerens dagbog, der handler om en kvindebedårer, Johannes, som beskriver et forførelsesforløb. I begyndelsen af dette forløb bliver han virkelig forelsket. Samtidig reflekterer (tænker, analyserer) han over sine egne følelser:
”Mit sind bruser som et oprørt hav for lidenskabens storme. […] Brus op, I vilde kræfter, rører eder, lidenskabens magter, om eders bølgeslag end kaster skummet mod skyerne, I formå dog ikke at optårne eder over mit hoved; jeg sidder rolig som klintekongen.”
(Forførerens dagbog, d. 14. april)
En klintekonge er ifølge overtroen et overnaturligt væsen, der hersker over en klint, for eksempel Møns Klint. Klintekongen bliver brugt som et billede på Johannes´ reflekterende jeg, den kølige intellektuelle betragter, der ikke bliver opslugt af forelskelsens stærke følelser.
I denne sammenhæng skal ses begrebet det interessante – et modeord i romantismen. Det interessante er det ekstraordinære, det der ligger ud over det daglige og det almindelige. Det kan for eksempel være en pikant situation eller et fremmedartet, eksotisk miljø. Eller det kan være sindets mørke, skjulte afkroge. Et eksempel er H.C. Andersens eventyr Skyggen (1847), der handler om en mand, der møder sin egen skygge. Denne taler til ham, manipulerer med ham, får efterhånden magten over ham − og udvirker til sidst, at han dør.
"Det interessante" er det, der taler til en intellektuel og æstetisk nydelse, snarere end til en umiddelbar medleven. For romantismen består nydelsen af et kunstværk ikke i, at man ”svømmer hen” over den skønhed, der ligger i det. Nydelsen består snarere i, at værket virker pikant og pirrende for det kølige intellekt. Der er ingen idealisering eller en moralsk holdning.
Romantismen kan udarte til skrækromantik, hvor den amoralske dyrkelse af det interessante kan udvikle sig til en dyrkelse af gyset og det makabre. Et eksempel er Ingemanns fortælling Niels Dragon (1820), der handler om en ung mand, Niels Dragon, der arbejder på et hospital, hvor han håndterer lig. Han har en affære med sin bedste vens forlovede. Da vennen, en fyrbøder, opdager forholdet, går han hen til sin forlovede, hvisker hende noget i øret - og går derpå hjem og hænger sig. Tre aftener senere står Niels alene i hospitalskøkkenet og fyrer op under en uhyre stor kedel. Tidligere på aftenen har han haft en samtale med den afdøde fyrbøders forlovede:
”Med gru havde hun fortalt ham, hvad hendes brudgom havde hvisket hende i øret, da han gik bort og tog sig så skrækkeligt af dage: ’Inden tre nætter’ - havde han sagt – ’skal jeg hente din forfører og slæbe ham med mig for Guds domstol!’ ”
Niels Dragon er ikke klar over, at den store kedel, som han står og arbejder med, indeholder fyrbøderens lig. På et tidspunkt springer låget af kedlen, og fyrbøderens hoved dukker op over kedlen. Hovedet er stærkt oplyst af flammen, og det ser ud som om det stirrer på Niels Dragon med åbne, udvidede øjne. Hårene rejser sig på Niels Dragons hoved, og han får et dødblegt ansigt. Han falder med et skrig ned på stengulvet – og er død.
I det hele taget er romantismen en reaktion på tendenser i højromantikken. Der er ingen idealisering, ingen skønhedsdyrkelse, men en interesse for menneskets skyggesider. Det, som romantismen trods alt har fælles med højromantikken, er dens interesse for fantasien og følelseslivet, og desuden dens afstandtagen fra den forudsigelige, snusfornuftige hverdag.